# Trockenpistole

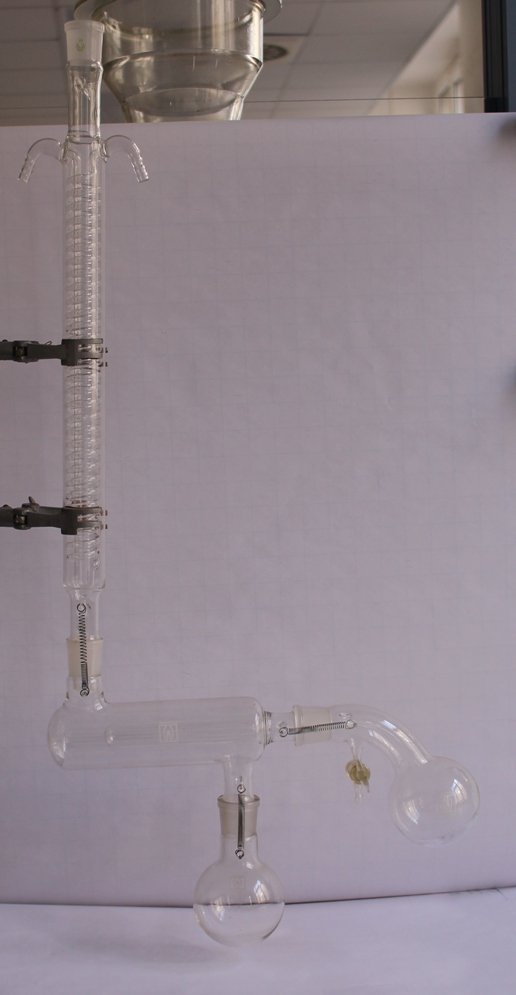
Eine leere Trockenpistole nach Abderhalden mit Glassicken und Befestigungsfedern

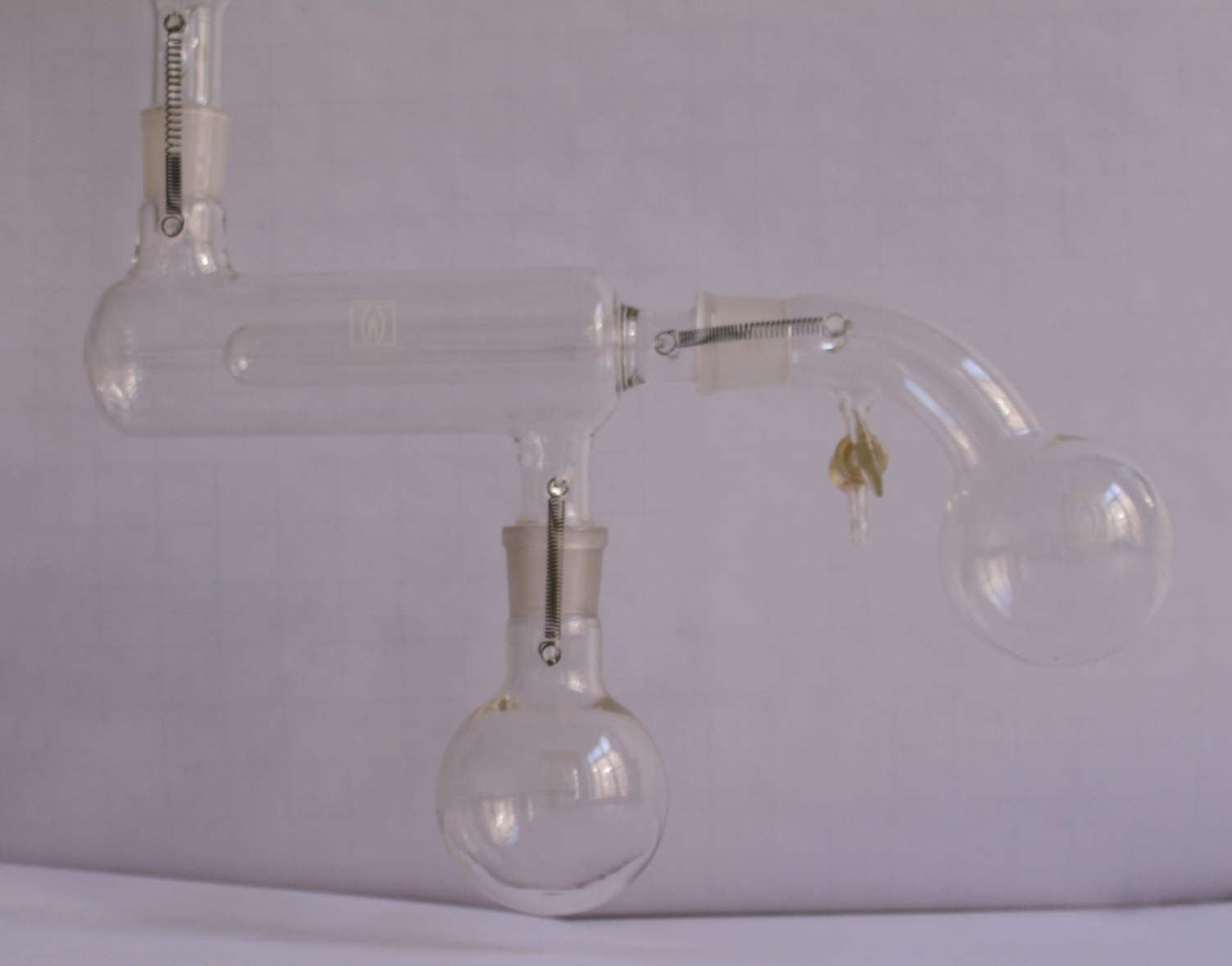
Detailbild einer Trockenpistole nach Abderhalden mit Doppelmantel, Lösungsmittelkolben und Trockenmittelkolben mit Vakuumhahn

Eine Trockenpistole ist ein Gerät im chemischen Labor zum intensiven Trocknen kleiner Substanzmengen. Dazu wird die in einem Schiffchen oder Fläschchen befindliche Substanz in ein Doppelmantelgefäß eingeschoben. Je nach gewünschter Trocknungstemperatur wird eine geeignete Flüssigkeit im Vakuumtrocknungsapparat am Rückfluss erhitzt, wobei der Dampf den Doppelmantel durchströmt, der Atmosphärendruck hat. Andere Systeme arbeiten mit Thermostaten und geeigneten Thermoflüssigkeiten oder elektrischer Heizung. Zugleich bleibt das Trocknungsmittel (z. B. Phosphorpentoxid) über die Gasphase im Kontakt mit der zu trocknenden Substanz. Wird ohne Vakuum gearbeitet, kann auch Kieselgel verwendet werden.
In der Kombination von Wärme, Vakuum und Trockenmittel wird die bestmögliche Trocknung erzielt; sie wird z. B. angewendet, um für Elementaranalysen  Wasserspuren zu beseitigen.

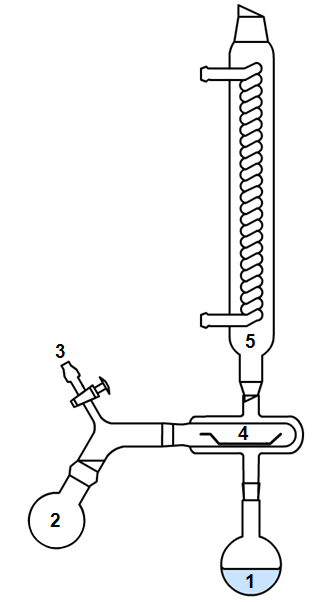
Schema einer Trockenpistole nach Abderhalden:
1 = Siedeflüssigkeit
2 = Behälter für Trockenmittel
3 = Vakuumanschluss
4 = zu trocknende Probe
5 = Rückflusskühler

Die Namensgebung nach Emil Abderhalden beruht auf einer Falschzitation bzw. -interpretation, da in Band 2 des Houben-Weyl von 1911, die Trockenpistole als „Von A. Brahm und J. Wetzel ist in Aberhaldens Buch (Handbuch der biochemischen Arbeitsmethoden. Berlin 1910) ein Vakuumtrockenapparat zuerst beschrieben  “ erstmalig beschrieben wird.